# Allan Brown (Fußballspieler)
Allan Duncan Brown (* 12. Oktober 1926 in Kennoway; † 19. April 2011 in Blackpool, England) war ein schottischer Fußballspieler und -trainer.

## Karriere als Spieler
Brown spielte ab 1944 zunächst beim FC East Fife, nachdem er zuvor bei einem Amateurklub in seinem Heimatort gespielt hatte. 1948 stieg er mit dem Verein in die erste schottische Liga auf und holte den Scottish League Cup. In der ersten Liga machte er die dortigen Verantwortlichen der schottischen Nationalmannschaft auf sich aufmerksam, so dass er 1950 in der Nationalelf debütierte. Im selben Jahr gewann er erneut mit seinem Klub den Scottish League Cup. Daraufhin wechselte er zum FC Blackpool nach England, wo mit Jackie Mudie, Ewan Fenton, Hugh Kelly und George Farm bereits weitere Schotten spielten. 1951 gelang der Einzug ins Finale des FA Cup, das jedoch gegen Newcastle United verloren wurde. Zwei Jahre später gewann der Klub den Pokal gegen Bolton Wanderers, nach einem Beinbruch früher in der Spielzeit konnte er jedoch nicht mitspielen. Bei der Weltmeisterschaft 1954 gehörte er zu den 13 schottischen Spielern, die in die Schweiz reisten. Ohne Torerfolg in beiden Spielen kehrte man als Tabellenletzter der Vorrundengruppe zurück. Anfang 1957 wechselte er zu Luton Town, wo er 1959 noch einmal das Pokalfinale erreichte. Gegen Nottingham Forest verlor man 1:2. 1960 schloss er sich dem FC Portsmouth an, bis er zwischen 1964 und 1966 als Spielertrainer noch für Wigan Athletic spielte.

## Karriere als Trainer
Nach dem Ende seiner Karriere 1966 verließ er Wigan Athletic und trainierte seine ehemalige Spielstation Luton Town. Den Viertligisten führte er 1968 in die dritte Liga. Dort lief es auch gut, aber nachdem bekannt geworden war, dass er sich um den vakanten Trainerposten bei Leicester City bemüht hatte, wurde er im Dezember des Jahres entlassen. Im Januar 1969 übernahm er den Drittligisten Torquay United, den er bis zu einem misslungenen Saisonstart im Oktober 1971 trainierte. Im Juni 1972 übernahm er den FC Bury, den er auf den zwölften Platz in der vierten Liga führte. Im November 1973 verließ er den Klub, um den Zweitligisten Nottingham Forest zu trainieren. Nachdem das Ziel des Wiederaufstiegs in Ferne gerückt war, entließ ihn der Klub Ende Dezember 1974 und ersetzte ihn durch Brian Clough. Es folgte ein Kurzengagement beim FC Southport zwischen Januar und Mai 1976, bis er bei seinem ehemaligen Klub FC Blackpool anheuerte, mit dem er am Ende seiner ersten Spielzeit nur knapp den Aufstieg in die erste Liga verpasste. Nach einem Streit mit der Klubführung wurde er jedoch im Februar 1978 entlassen. Nach einem Kurzaufenthalt als Trainer im Kuwait kehrte er im März 1981 noch einmal zum FC Blackpool zurück, konnte aber den Abstieg in die vierte Liga nicht verhindern. Nachdem der direkte Wiederaufstieg verpasst wurde, war sein Engagement im Sommer 1982 beendet.